# Villaperuccio

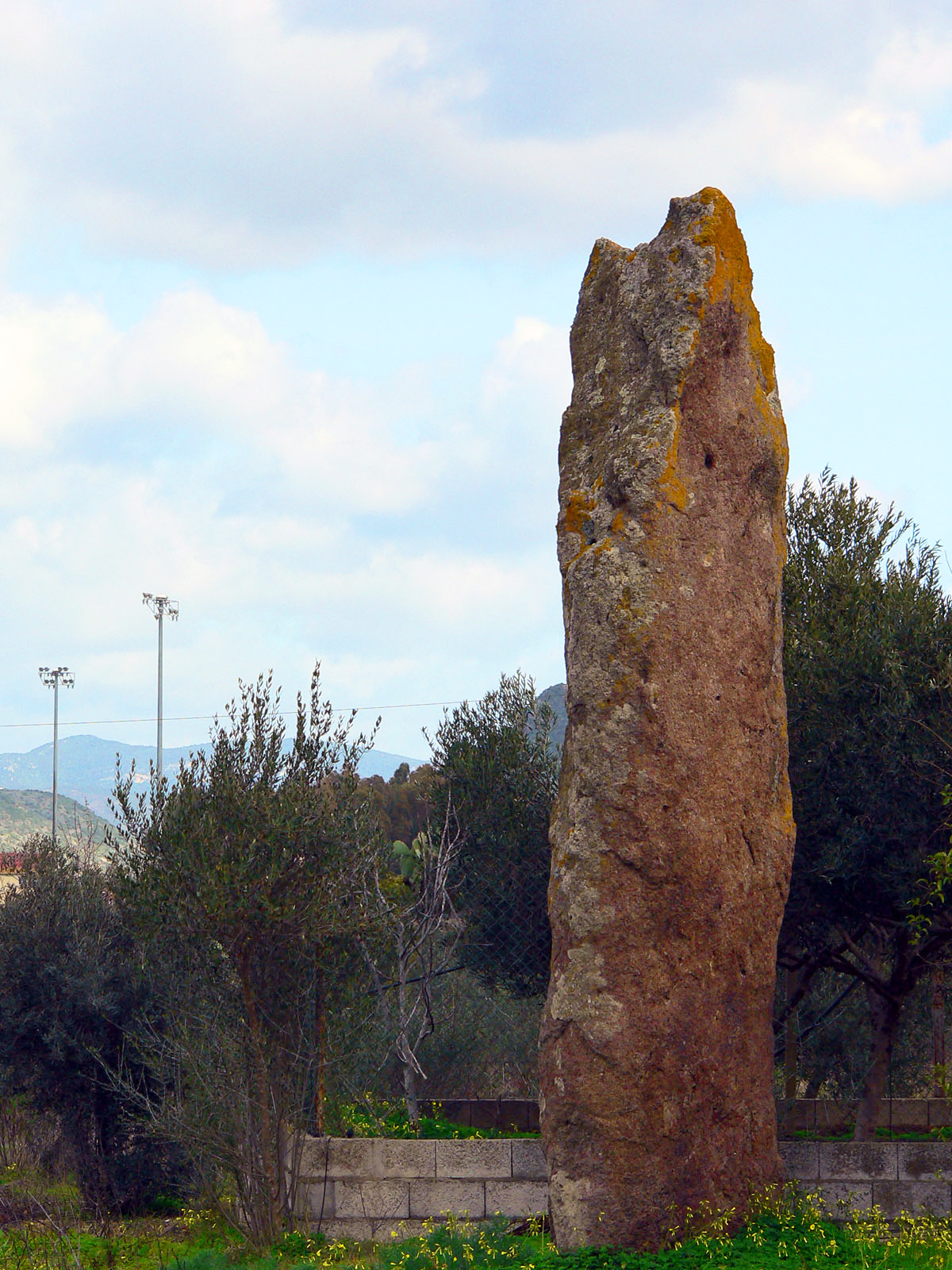
Menhir "Luxia Arrabiosa", Villaperuccio

Villaperuccio  ( Sa Baronia in het Sardijns) is een gemeente in de Italiaanse provincie Zuid-Sardinië (regio Sardinië) en telt 996 inwoners (Istat  mei 2024). 

## Demografie
Villaperuccio telt ongeveer 399 huishoudens. Het aantal inwoners daalde in de periode 1991-2001 met 3,7% volgens cijfers uit de tienjaarlijkse volkstellingen van ISTAT.
| Jaar | Inwoneraantal |
| ---- | ------------- |
| 1991 | 1160          |
| 2001 | 1117          |
| 2024 | 996           |

## Geografie
Villaperuccio grenst aan de volgende gemeenten: Narcao, Nuxis, Perdaxius, Piscinas, Santadi, Tratalias.

## Geschiedenis
Het grondgebied van de gemeente Villaperuccio wordt al sinds de oudheid bewoond. Archeologische opgravingen hebben de aanwezigheid van de mens sinds het Neolithicum aangetoond. Zelfs vandaag de dag zijn pijlpunten van obsidiaan en bijzondere geperforeerde stenen, waarschijnlijk gebruikt voor de jacht, nog steeds te vinden op het platteland rondom de stad.
Van opmerkelijk belang zijn de pre-Nuraghische necropolissen van Montessu en Marchianna, en de talrijke menhirs verspreid over het platteland van Villaperuccio, waaronder de imposante Luxia Arrabiosa, bijna zes meter hoog en gemakkelijk bereikbaar in het Terrazzu-gebied, aan de zuidwestelijke rand. van de stad, die van Monte Narcao, en die genaamd Is Perdas Croccadas (de liggende stenen) in de plaats met dezelfde naam.

## Archeologische plaatsen
- Necropolis van Montessu
- Necropolis van Marchianna
- Menhir van Luxia Arrabiosa in het Terratzu-gebied
- De menhirs genaamd Is Perdas Croccadas
- De ongeveer 40 nuraghi

Buggerru · Calasetta · Carbonia · Carloforte · Domusnovas · Fluminimaggiore · Giba · Gonnesa · Iglesias · Masainas · Musei · Narcao · Nuxis · Perdaxius · Piscinas · Portoscuso · San Giovanni Suergiu · Sant'Anna Arresi · Sant'Antioco · Santadi · Tratalias · Villamassargia · Villaperuccio